# José Apolinário Pereira de Morais
José Apolinário Pereira de Morais (Porto Alegre, 1808 — Porto Alegre, maio de 1833) foi um jornalista brasileiro.
Foi jornalista no Rio de Janeiro, um dos fundadores e redatores do A Aurora Fluminense, desde 21 de dezembro de 1827, antes de Evaristo Ferreira da Veiga assumir a direção. Com esta mudança, abandonou o jornal e mudou-se para o Rio Grande do Sul, onde fundou o jornal O Vigilante, que iniciou sua circulação em 4 de janeiro de 1830, permanecendo até 1831 ou 1832, mantendo polêmica com O Inflexível, de Joaquim José de Araújo.